# Merny
Merny (en wallon : Mernî) est un village de la commune belge de Paliseul situé en Région wallonne dans la province de Luxembourg.
Avant la fusion de communes de 1977, il faisait partie de l’ancienne commune de Carlsbourg.

## Situation
Merny est un petit village ardennais traversé par la route nationale 853 (appelée localement Grand'Rue) qui opère au centre de la localité un succession de virages. Cette route nationale relie les villages de Carlsbourg situé à l'ouest à Paliseul se trouvant plus à l'est. Une autre route (rue des Brûlins) conduit au village de Naomé situé 2 km plus au nord.
La ligne de chemin de fer 166 Dinant-Bertrix passe au nord de la localité. La voie ferrée franchit la N.853 par un pont.

## Description
Dans un environnement de grandes prairies, de bosquets et de parcelles boisées, Merny est une petite localité assez concentrée autour de son église.
Le village possède plusieurs anciennes fermettes en long du XIXe siècle composées initialement d'un corps de logis et d'une partie vouée à l'agriculture (grange avec porte charretière parfois datée et étables). Chaque ferme a été bâtie en pierres de grès schisteux de diverses couleurs (brune, grise, jaune et ocre) donnant à la localité une belle harmonie de tons.
Le village s'est étendu par la construction d'habitations récentes de type pavillonnaire le long de la N.853 vers Carlsbourg ainsi que le long de la rue Jules Hazard.

## Patrimoine
L'église dédiée à Saint Raymond a été construite en 1905-1906 par l'architecte Würth. Cet édifice comporte une seule nef. Les vitraux du chœur représentent des scènes relatives à l'Eucharistie. Bâtie en roches d'éclatement où la couleur jaune domine, l'église possède un clocher à 6 pans et une tourelle qui lui est accolée du côté nord.

## Activités
La fête du village a lieu le premier week-end de septembre.
Merny compte des gîtes de vacances.